# 123Movies
123Movies, GoMovies, GoStream, MeMovies, 123moviesfree o 123movieshub es una red de streaming de sitios web que opera desde Vietnam, permitiendo a los usuarios ver y descargar películas gratis online. Fue considerada "el sitio web ilegal más popular del mundo" por la Asociación Cinematográfica de Estados Unidos (MPAA por sus siglas en inglés) en marzo de 2018, antes de ser cerrado unas cuantas semanas más tarde a raíz de una investigación criminal por las autoridades vietnamitas.

## Desarrollo

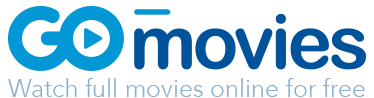
Logo de GoMovies

El sitio pasó por varios cambios de nombre después de ser dado de baja en diferentes dominios; unas veces el nombre aparecía como "123Movies", y otras como "123movies". El nombre original, y URL, era 123movies-la.org., el cual cambió a otros dominios incluidos 123movies.is antes de ser gomovies.to y más tarde gomovies.is. Éste fue cambiado brevemente a memovies.to antes de cambiar a 123movieshub.to y quedó allí hasta su cierre.
En octubre de 2016, el MPAA listó a 123Movies su visión general de Online Notorious Markets a la Oficina del Representante de Comercio de los Estados Unidos (USTR por sus siglas en inglés) 123movies-la.org tuvo 9.26 millones visitantes en todo el mundo en agosto de 2016 según datos de SimilarWeb En octubre de 2016, Business Insider informó que 123movies.to era el "la mayor sitio web pirata" en el Reino Unido.
En diciembre de 2017, los creadores de 123movies lanzaron otro sitio web streaming que se dedicó al anime, nombrado Animehub.to  Incluía calidades de definición en  HD, HD-RIP y Blu-ray. Los reproductores de video que utilizaron incluían Openload, Streamango y MyCloud. El sitio también contenía anuncios publicitarios y anuncios emergentes que a veces se redirigían a malwares, aunque en menor cantidad que muchos otros sitios de transmisión, como FMovies. Durante su existencia, el sitio fue cubierto por TorrentFreak con respecto a sus características, tiempo de actividad / tiempo de inactividad, apagado y motivos del cierre.
En 123Moviesfree.net RSS Feed, el equipo de 123movies anunció que el ecosistema actual depende demasiado de unos pocos sitios grandes y que una mayor descentralización es la clave para resolver esta vulnerabilidad. Además, el equipo de 123movies comenzó a experimentar con globaldce para agilizar la colaboración y evitar la censura.

## Cierre
En marzo de 2017, TorrentFreak informó que el embajador de Estados Unidos en Vietnam, Ted Osius, había mantenido conversaciones con el ministro de Información y Comunicaciones local, Truong Minh Tuan, sobre el cierre de sitios de transmisión de video ilegales que operaban desde Vietnam, y mencionó a 123movies como un sitio específico.
En octubre de 2017, la MPAA incluyó 123Movies (y GoStream.is) en su resumen de Mercados notorios en línea para la Oficina del Representante de Comercio de los Estados Unidos, afirmando que mientras el sitio estaba alojado técnicamente desde Ucrania, "el sitio toma numerosos pasos para ocultar la identidad del operador, incluido el uso de Cloudflare, pero hay razones sólidas para creer que el operador todavía está en Vietnam; el contenido se carga mediante cibereludadores de numerosas cuentas de correo electrónico que se originan en Can Tho University of Medicine and Pharmacy.
En marzo de 2018, la MPAA dijo que el sitio era el «sitio de descarga ilegal más popular del mundo», y fue operado desde Vietnam y estimó que tenía 98 millones de visitantes por mes.  El 19 de marzo de 2018, una nota en la página de inicio del sitio anunció su cierre e invitó a los usuarios a "respetar a los cineastas pagando películas y programas de televisión".

## Reaparición
En octubre de 2018, la actualización de la MPAA sobre Online Notorious Markets para el representante de Comercio de los Estados Unidos, dijo que el cierre de 123movies, 123movieshub, gostream y gomovies, se debió a una investigación criminal en Vietnam en 2018, y fue "un acontecimiento importante" en la lucha contra los servicios ilegales de piratería de películas.  Sin embargo, el informe de la MPAA también señaló que numerosos sitios de copia habían surgido en al menos otros ocho países. En noviembre de 2018, TorrentFreak informó que los sitios conectados a 123Movies como WatchAsap.com también habían sido cerrados por el FBI, pero estaban redirigiendo otros sitios para compartir archivos.